# Département des Finances (Irlande)
Pour les articles homonymes, voir Département des Finances.
Le département des Finances (Department of Finance, en anglais, An Roinn Airgeadais, en irlandais) de l'Irlande est le département ministériel responsable de la gestion des finances publiques irlandaise, et de tous les pouvoirs, devoirs et fonctions qui s'y rattachent, et plus particulièrement la collecte et la distribution des recettes de l'Irlande, quelle que soit leur source.
Il est actuellement dirigé par Paschal Donohoe, membre du Fine Gael.

## Fonctions

### Missions
Le département des Finances a un rôle central dans la mise en œuvre de la politique gouvernementale irlandaise, plus particulièrement du programme du gouvernement, et dans le conseil et le soutien au ministre des Finances et au gouvernement concernant la gestion économique et financière de l'État, ainsi que la gestion et le développement globaux du secteur public. Conformément à la loi de 1924 relative aux ministères et secrétariats, le département des Finances est responsable de « l'administration et les affaires générales des finances publiques de l'Irlande et de tous les pouvoirs, devoirs et fonctions qui s'y rattachent, et plus particulièrement la collecte et la distribution des recettes de l'Irlande, quelle que soit leur source ».
Un décret gouvernemental de 1980 assigne, en supplément, les fonctions de promotion et de coordination de la planification économique et sociale, y compris la planification sectorielle et régionale, d'identification des politiques de développement, d'analyser les méthodes adoptées par les départements de l'État pour mettre en place lesdites politiques, et généralement de conseiller le gouvernement au sujet des questions économiques et sociales. En mars 1987, un décret gouvernemental attribue au département des Finances les fonctions du département de la Fonction publique, désormais disparu.

### Organisation
Le département est divisé entre les six divisions suivantes :
- Division bancaire, financière et internationale ;
- Division budgétaire et économique ;
- Division des dépenses publiques ;
- Division du personnel et des rémunérations ;
- Division de l'organisation, de la gestion et de la formation ;
- Division de la coordination des services.